# كنباث كاليفورني
كنباث كاليفورني (الاسم العلمي: Equisetum californicum) هو نوع من النباتات يتبع جنس الكنباث من الفصيلة الكنباثية.